# Mikill Pane
Pour les articles homonymes, voir Mikill Pane.
Justin Smith Uzomba vient de Hackney, Londres, mieux connu sous son nom de scène Mikill Pane, 
est un rappeur, auteur-compositeur britannique de chez Mercury Records. Âgé de 26 ans[Quand ?], il a été révélé au grand public grâce à son titre Little Lady en duo avec Ed Sheeran. Il sort son premier album solo « Blame miss Barclay » en septembre 2013 à travers Universal-music et Itunes. Mikill Pane a également créé des T-shirt à l’effigie de deux de ses singles.

## Biographie
Justin Uzomba est né à Hackney, Londres. Mikill a étudié à la prestigieuse London Oratory School de Fulham puis au lycée de St-Aloysius à Highgate, c'est là qu'il découvre le Hip-hop avec des artistes comme Mobb Deep ou encore Notorious Big par sa sœur aînée. Pendant ce temps, l'accent sur la poésie, qui lui avait précédemment valu des applaudissements à la London Oratory School, lui a permis de peaufiner l'esprit lyrique dans ses créations musicales suivantes - une série de maxis bien reçus par la critique et les collaborations de prestige comme Ed Sheeran, par exemple.
Mikill a commencé à écrire des paroles de rap avec un groupe de Hip-hop local intitulé The TRUENTz. Ils se séparèrent par la suite et Mikill Pane devient son surnom. Ce nom de scène fait référence à des jeux de mots, il explique en effet qu'il devient fou avec un micro à la main, c'est pourquoi il a choisi « Mikill » (Mike sonne comme Mic (micro) et Ill signifie malade en anglais) et que « Pane » signifie carreau/vitre en Anglais, en allusion au fait qu'il a passé la majeure partie de sa vie (depuis l'âge de 11 ans) à regarder le monde à travers ses lunettes.

## Collaborations et EP
Sa collaboration la plus célèbre est « Little Lady » en duo avec Ed Sheeran, ce titre figure sur le « No. 5 Collaborations Project » de Ed Sheeran.
Mikill Pane a également joué avec Mac Miller, Ed Sheeran et Rizzle Kicks sur des tournées nationales.
Son premier EP « The Guinness & Blackcurrant » a été réalisé en 2011 et son second EP titré « The morris Dancer » a été réalisé le 10 février 2012, constitué de 4 pistes originales et d'un remix de Will Power.
Il a réalisé un EP gratuit « You guest it » le 22 avril 2012 avec SB.TV, incluant des collaborations comme Ed Sheeran, Example, Paloma Faith, Yasmin, P Money, Fem Fel, Katie Price and Jakwob.
L'EP a reçu une critique favorable de la part des médias.

## Blame Miss Barclay
Durant l’automne 2012, Mikill Pane annonce la sortie d'un premier album solo, nommé « Blame Miss Barclay » qui sortira le 9 septembre 2013. Le 8 novembre 2012 sort un single « Dirty rider » apparaît accompagné d'une vidéo sur YouTube.
Le 17 décembre 2012, il annonce également que True Tiger (en) a produit une piste pour l'album appelée « Roll On ».
Le nom de cet album a été inspiré par Mlle Barclay, professeur d'anglais à Saint Louis, qui avait remarqué la créativité du jeune Mikill. Pendant les cours, elle a encouragé Mikill d'exploiter ses dons littéraires. Avec son aide, il se tourna rapidement dans son écriture vers un mélange satirique, comique et de rime pop. Il estime que sans Mlle Barclay, Mikill Pane n'aurait jamais fait de rap.

## Discographie
| Titre        | Année | Peak Chart position UK | Album              |
| ------------ | ----- | ---------------------- | ------------------ |
| Good Feeling | 2013  | 174                    | Blame Miss Barclay |